# 玉門大護軍
玉門大護軍，十六国时期官名。
前凉建兴二十三年（335年），在玉门（今甘肃省玉门市西北）设置玉门大护军，属于凉州，姚泓时任命孙瓒为安定护军。建兴三十三年（345年），张骏分敦煌郡、晋昌郡、高昌郡三郡、西域都护、戊己校尉、玉門大護軍三营，设置沙州。咸安六年（376年），前秦灭前凉，废除玉門大護軍。